# Усминско језеро
Усминско језеро (рус. Усмынское) слатководно је језеро глацијалног порекла смештено на крајњем југоистоку Псковске области, односно на западу европског дела Руске Федерације. Административно припада Куњском рејону.
Кроз језеро протиче река Усвјача и преко ње оно је повезано са басеном Западне Двине и са Балтичким морем.
Површина језерске акваторије је 7,58 км², са острвима 7,75 км² (укупно 7 острва површине 17 хектара). Просечна дубина воде у језеру је око 2,9 метара, док максимална дубина досеже до 5,6 метара. Површина сливног подручја је око 78,2 км².
На обали језера налазе се села Усмињ, Бараново, Титово и Холм.